# Manuel de Gomorrhe
Pour les articles homonymes, voir Gomorrhe (homonymie).
Le Manuel de Gomorrhe est un texte érotique, inachevé et posthume de Pierre Louÿs publié pour la première fois en 1991.
La première partie se présente sous la forme d'une encyclopédie de la sodomie dont l'ensemble achevé aurait comporté plusieurs parties : Anatomie et physiologie, Historique, Ethnographie, Portraits, Les Causes, Ages, Conclusion.
Si Louÿs a bien établi le plan d'ensemble, de nombreuses rubriques sont restées vides ou inachevées. Le texte montre la fascination que Louÿs éprouvait pour cette pratique.
À la suite de cette encyclopédie inachevée, un texte est associé sous le titre Enculées où Louÿs décrit avec un luxe de détails toutes ses expériences sodomites — essentiellement avec des prostituées — y indiquant les prénoms, les lieux de rencontre, la description des dames et les circonstances de leurs ébats.
Enfin, l'ouvrage se termine sur Quinze Poemes Sodomites.